# Les Deux Mères (film, 1919)
Pour l’article homonyme, voir Les Deux Mères.

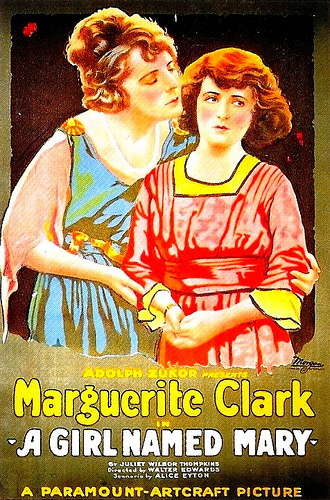
Affiche du film.

Les Deux Mères (titre original : A Girl Named Mary) est un film américain réalisé par Walter Edwards, sorti en 1919.

## Fiche technique
- Titre original : A Girl Named Mary
- Réalisation : Walter Edwards
- Scénario : Alice Eyton d'après le roman A Girl Named Mary de Juliet Wilbor Tompkins[1]
- Photographie : William Marshall
- Production : Famous Players-Lasky
- Genre : Drame[2], romance[3]
- Distributeur : Paramount Pictures/Artcraft
- Durée : 50 minutes
- Date de sortie : 21 décembre 1919

## Distribution

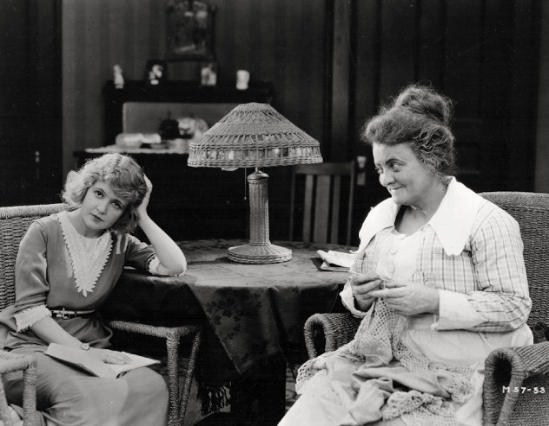
Marguerite Clark et Aggie Herring dans une scène du film.

- Marguerite Clark : Mary Healey
- Kathlyn Williams : Mrs. Jaffrey
- Wallace MacDonald : Henry Martin
- Aggie Herring : Mrs. Healey
- Charles Clary : Hugh Le Baron
- Lillian Leighton : Hannah
- Pauline Pulliam : May Laguna
- A. Edward Sutherland : Mr. Peavy
- Helene Sullivan : Mona Molloy